# Spáč
Spáč (v anglickém originále Sleeper) je americký film z roku 1973, který natočil režisér Woody Allen podle scénáře, na kterém spolupracoval s Marshallem Brickmanem. Film sleduje majitele obchodu se zdravým jídlem, který je zmražen v roce 1973 a probudí se o dvě stě let později v policejním státě. Kromě Allena, který ve snímku ztvárnil hlavní roli, v něm hráli například Diane Keatonová, Don Keefer a Bartlett Robinson. Převážně část filmu byla natočena v Denveru a okolí, například v Národním středisku pro výzkum atmosféry nebo v Denverské botanické zahradě.